# Prospalta acrosphena
Prospalta acrosphena là một loài bướm đêm trong họ Noctuidae.